# کونچی سانچز
کونچی سانچز (انگلیسی: Conchi Sánchez؛ زادهٔ ۲۸ سپتامبر ۱۹۵۷) بازیکن فوتبال اهل اسپانیا است.
از باشگاه‌هایی که در آن بازی کرده‌است می‌توان به تیم فوتبال زنان آرسنال اشاره کرد.